# Extraña ternura
Extraña ternura es una película en blanco y negro de Argentina dirigida por Daniel Tinayre sobre el guion de Eduardo Borrás según la novela Cette etrange tendresse, de Guy des Cars que se estrenó el 24 de septiembre de 1964 y que tuvo como protagonistas a Egle Martin, José Cibrián, Norberto Suárez y Ernesto Bianco.

## Sinopsis
El joven e inexperto ahijado de un millonario se enamora de una cantante de cafetín que se encuentra casada. El millonario se opone a esa relación pues siente una "extraña ternura" por el muchacho. 

## Reparto
- Egle Martin … Olga
- José Cibrián … Andrés Forval
- Norberto Suárez … Fabián Olivier
- Ernesto Bianco … Fermín
- Luis Tasca … Raúl
- Héctor Calcaño … Sr. Langoa
- Aníbal Pardeiro … Comisario Deval
- Dorys del Valle … Strip teaser
- Rodolfo Onetto … Oficial Bianchini
- Duilio Marzio … Él mismo
- Diana Ingro … Edwige Marciel
- Antonio Martiánez … Boletero en teatro
- Giancarlo Arena
- Carlos Víctor Andris … Policía 1
- Rey Charol … Alí
- Julián Pérez Ávila … Transpunte en cabaret
- Rafael Chumbita … Policía 2
- Luis E. Corradi … Médico forense
- Mario Savino … Hombre en cabaret
- Mirta del Valle …Mujer en cabaret

## Comentarios
Antonio Salgado opinó en Tiempo de Cine:

”El primer amor de un adolescente, coincidente con la súbita pasión de una mujer mala, como ella se define, están observados desde la perspectiva corriente: el deslumbramiento juvenil, la mujer experta que inicia al muchacho, la desilusión final. Los personajes son verosímiles pero unilaterales, sin matices. Por otra parte, hay demasiadas canciones…fragmentación del relato (que)…quiere ocultar las contradicciones o reiteraciones en que la narración pudiera incurrir. …Tinayre…es un técnico eficiente, sin duda, pero en Extraña ternura  su habilidad sólo le sirve para sortear las trampas más obvias de la sensiblería lacrimógena.”

Clarín dijo:

”El talento y la capacidad del director …son algo que está fuera de discusión…El día que disponga de un buen librero y de un conjunto importante de artistas, hará la gran obra del cine nacional.”

En nota firmada como J.H.S. en La Prensa se expresó:

”Es un tipo de cine que no interesa, que nada enseña ni informa, que nada deja.”

Por su parte King la consideró:

”Drama de notable realización.”